# Регіони Франції
Регіон (фр. région) — адміністративно-територіальна одиниця Франції верхнього рівня. Регіон є певною територією, що володіє власною культурною або соціальною ідентичністю. Країна розбита на 18 регіонів, 13 з них розташовані на континентальній «метропольній» території, 5 — на заморських територіях. 6 з регіонів, утворені в результаті територіальної реформи з 1 січня 2016 року, мали тимчасові назви — рішення про постійні назви були прийняті регіональними радами до кінця червня 2016 року. Своєю чергою регіони діляться на дрібніші департаменти.
Часто про острів Корсика говорять як про окремий регіон Корс, хоча формально це так звана територіальна община.

## Роль
Франція є унітарною державою, регіони не можуть затверджувати власні законодавчі і регулюючі норми. Регіони отримують від уряду частину національних податків і володіють значним бюджетом, який витрачають на різні потреби. Час від часу ставиться питання про надання регіонам деякої законодавчої автономії, але ці пропозиції завжди піддаються жорсткій критиці. Також пропонувалося скасувати ради департаментів (Генеральні ради) та передати їхні функції регіональним радам, зберігши департаменти як адміністративну одиницю нижчого рівня, проте конкретних кроків зроблено не було.

## Регіони до реформи 2014
| 1. Ельзас 2. Аквітанія 3. Овернь 4. Нижня Нормандія 5. Бургундія 6. Бретань 7. Центр — Долина Луари 8. Шампань-Арденни 9. Корсика 10. Франш-Конте 11. Верхня Нормандія 12. Іль-де-Франс 13. Лангедок-Русійон 14. Лімузен 15. Лотарингія 16. Південь-Піренеї 17. Нор-Па-де-Кале 18. Пеї-де-ла-Луар 19. Пікардія 20. Пуату-Шарант 21. Прованс — Альпи — Лазурний Берег 22. Рона-Альпи 23. Гваделупа1 24. Мартиніка1 25. Майотта1 26. Французька Гвіана 1 27. Реюньйон 1 |
Примітка: Цифрою 1 позначені Заморські департаменти Франції.

## Територіальна реформа 2014
У березні 2004 року французький уряд представив неоднозначний план з передачі регіонам управління деякими категоріями персоналу, не пов'язаного з освітніми установами. Критики цього плану вказують на те, що регіони не володіють достатніми для цього фінансовими ресурсами і подібні заходи підсилять регіональну нерівність. Сучасне регіональне ділення, що з'явилося в результаті адміністративного облаштування території в 1950-х роках і раніших проєктів, досі є предметом протиріч. Наприклад, в департаменті Атлантична Луара громадська думка підтримує ідею про перехід в регіон Бретань. Часто оспорюється розділення Нормандії на Верхню і Нижню. Існують також деякі інші етнографічні і культурні неточності, що виникли при визначенні регіональних кордонів.
2 червня 2014 року президент Франції Франсуа Олланд представив проєкт реформування регіонального розподілу Франції, що включає в себе злиття частини регіонів і скорочення їх загального числа з 22 до 14 (без урахування заморських володінь). Завданням реформи називається скорочення витрат і економія 10 мільярдів євро протягом 5-10 років.
У 2014 році Парламент Франції (Національні збори Франції і Сенат) підписали закон (опублікований 16 січня 2015), який скорочує кількість регіонів Франції з 22 до 13. Новий територіальний поділ набув чинності з 1 січня 2016 року.

Мапа регіонів з 1 січня 2016

З'єднані наступні регіони:
|                  | Старі регіони    | Нові регіони          |
|                  | Бургундія        | Бургундія-Франш-Конте |
| Франш-Конте      |                  | Бургундія-Франш-Конте |
|                  | Аквітанія        | Нова Аквітанія        |
| Лімузен          |                  | Нова Аквітанія        |
| Пуату-Шарант     |                  | Нова Аквітанія        |
|                  | Нижня Нормандія  | Нормандія             |
| Верхня Нормандія |                  | Нормандія             |
|                  | Ельзас           | Гранд-Ест             |
| Шампань-Арденни  |                  | Гранд-Ест             |
| Лотарингія       |                  | Гранд-Ест             |
|                  | Лангедок-Русійон | Окситанія             |
| Південь-Піренеї  |                  | Окситанія             |
|                  | Нор-Па-де-Кале   | О-де-Франс            |
| Пікардія         |                  | О-де-Франс            |
|                  | Овернь           | Овернь-Рона-Альпи     |
| Рона-Альпи       |                  | Овернь-Рона-Альпи     |

Регіони, що лишились без змін:
|  | Бретань                          |
|  | Центр — Долина Луари             |
|  | Корсика                          |
|  | Іль-де-Франс                     |
|  | Пеї-де-ла-Луар                   |
|  | Прованс — Альпи — Лазурний Берег |

## Список регіонів
| №  | Назва                            | Код INSEE | Код ISO 3166-2 | Адміністративний центр                         | Населення, (чел. 2013) | Площа, км² | Щільність, чол./км² | Мапа                      |
| -- | -------------------------------- | --------- | -------------- | ---------------------------------------------- | ---------------------- | ---------- | ------------------- | ------------------------- |
| 1  | Нова Аквітанія                   | 75        | ?              | Бордо                                          | 5 844 177              | 84 061     | 69,52               |                           |
| 2  | Бретань                          | 53        | FR-E           | Ренн                                           | 3 258 707              | 27 208     | 118,27              |                           |
| 3  | Бургундія-Франш-Конте            | 27        | ?              | Діжон Безансон - місцезнаходження Ради регіону | 2 819 783              | 47 784     | 59,01               |                           |
| 4  | Нормандія                        | 28        | ?              | Руан Кан - місцезнаходження Ради регіону       | 3 328 364              | 29 906     | 111,29              |                           |
| 5  | Іль-де-Франс                     | 11        | FR-J           | Париж                                          | 11 959 807             | 12 011     | 995,73              |                           |
| 6  | Корсика                          | 94        | FR-H           | Аяччо                                          | 320 208                | 8680       | 36,89               |                           |
| 7  | Окситанія                        | 76        | ?              | Тулуза                                         | 5 683 878              | 72 724     | 76,64               |                           |
| 8  | Гранд-Ест                        | 44        | ?              | Страсбург                                      | 5 552 388              | 57 433     | 96,67               |                           |
| 9  | О-де-Франс                       | 32        | ?              | Лілль                                          | 5 987 883              | 31 813     | 188,22              |                           |
| 10 | Овернь-Рона-Альпи                | 84        | ?              | Ліон                                           | 7 757 595              | 69 711     | 111,28              |                           |
| 11 | Пеї-де-ла-Луар                   | 52        | FR-R           | Нант                                           | 3 660 852              | 32 082     | 114,11              |                           |
| 12 | Прованс — Альпи — Лазурний Берег | 93        | FR-U           | Марсель                                        | 4 953 675              | 31 400     | 157,76              |                           |
| 13 | Центр — Долина Луари             | 24        | FR-F           | Орлеан                                         | 2 570 548              | 39 151     | 65,66               |                           |
|    | Загалом (Метрополія Франції)     |           |                |                                                | 63697865               | 543 964    | 115,95              |                           |
| 14 | Гваделупа Заморський регіон      | 01        | FR-GP          | Бас-Тер                                        | 402 119                | 1628       | 247,00              |                           |
| 15 | Гвіана Заморський регион         | 03        | FR-GF          | Каєнна                                         | 244 118                | 86 504     | 2,82                | Location of French Guiana |
| 16 | Мартиніка Заморський регіон      | 02        | FR-MQ          | Фор-де-Франс                                   | 385 551                | 1128       | 341,80              |                           |
| 17 | Реюньйон Заморський регіон       | 04        | FR-RE          | Сен-Дені                                       | 835 103                | 2512       | 332,45              |                           |
|    | Загалом (Заморські регіони)      |           |                |                                                | 1866891                | 91772      | 20,34               |                           |
|    | Загалом                          |           |                |                                                | 65564756               | 636 112    | 102,41              |                           |